# Friedrich Heinrich Wiggers
Fridrich Hinrich (o Friedrich Heinrich) Wiggers (1746-1811) fue un médico y botánico alemán, quien trabajó con la flora de Holstein en 1780.
Estudió medicina en Kiel en 1774. Luego de obtener su doctorado, enseña en Apenrade.
Con Georg H. Weber (1752-1828), escriben Primitiae florae holsaticae en 1780.

## Honores

### Eponimia
Género
- (Fabaceae) Wiggersia G.Gaertn., B.Mey. & Scherb.[2]
- La abreviatura «F.H.Wigg.» se emplea para indicar a Friedrich Heinrich Wiggers como autoridad en la descripción y clasificación científica de los vegetales.[3]